# Dimitrie Cantemir (Vaslui)
Dimitrie Cantemir (in passato Silişteni) è un comune della Romania di 2 937 abitanti, ubicato nel distretto di Vaslui, nella regione storica della Moldavia. 
Il comune è formato dall'unione di 5 villaggi: Grumezoaia, Gușiței, Hurdugi, Plotonești, Urlați.
La sede comunale è ubicata nell'abitato di Hurdugi.
Il comune ha dato i natali al principe e letterato Dimitrie Cantemir (1673-1723), in cui onore il comune ha cambiato la propria denominazione nell'attuale.